# Laforet原宿
Laforet原宿（日语：／，La Forêt Harajuku）是東京表參道（澀谷區神宮前一丁目）的購物中心、時裝大樓。
由森大廈的相關企業森大廈流通系統株式會社（森ビル流通システム）營運。

## 概要
1978年（昭和53年）10月，位於表參道與明治通交差點（澀谷區神宮前一丁目）的現在地上6層、地下2階建物竣工，為以年輕人為導向的時裝大樓。
完成後的Laforet成為此地區地標和時尚基地，培養出許多年輕時尚創作者與創業家。Laforet也因獨特的活動企劃與具有影響力的廣告活動成為話題。
「La Forêt」是法語中「森林」的意思，來自營運公司森大廈。
建物樓板面積有15,672平方公尺，建地面積為2,776平方公尺。

## Laforet Museum
由森大廈流通系統營運的多功能會館「Laforet Museum」（ラフォーレミュージアム）位於Laforet原宿（本店）六樓及六本木（港區六本木一丁目、六本木第一大廈）2處。
Laforet Museum原宿是Laforet 原宿開幕4年後的1982年（昭和57年）啟用。Laforet Museum六本木則是在六本木第一大廈竣工的1993年（平成5年）開幕。

## 已關閉的分店

### 松山
第一間分店。1983年（昭和58年）12月於愛媛縣松山市松山中央商店街開幕，後因建物老化等理由於2008年（平成20年）1月27日關閉。

### 小倉
1993年（平成5年），由地方企業小倉興產（前住友金屬工業子公司）出資42.1%，於北九州市小倉北區淺野開幕，2007年（平成19年）1月28日關閉。
出資者小倉興產在關閉前半年的2006年（平成18年）7月併入Apamanshop Holdings，Apamanshop在2012年（平成24年）4月於原址開設以北九州市漫畫博物館為中心的漫畫、動畫主題大樓「Aruaru City」。

### 新潟
1994年（平成6年），在同年完成的複合式大樓「NEXT21」開幕。開業時是次於松山（愛媛縣）、小倉（北九州市）的第三間地方分店。但在1996年以後銷售額逐漸衰退。2011年起樓層減少至地上1層至4層，2016年1月31日關閉。

## 備註
1. 1 2 3  沿革（ラフォーレ原宿） （页面存档备份，存于） 森ビル流通システム株式会社、平成23年8月4日閲覧
2. 1 2 3  ラフォーレ原宿 （页面存档备份，存于） 森ビル株式会社、平成23年8月4日閲覧
3. ↑  .   [2016-03-20]. （原始内容存档于2018-05-19）.
4. ↑  ラフォーレ原宿、新潟から撤退へ　競合店に押され赤字に[永久]

## 外部連結
- Laforet原宿 （页面存档备份，存于）
- 森大廈株式會社 （页面存档备份，存于）